# Woodworthia
Woodworthia – rodzaj jaszczurek z rodziny Diplodactylidae.

## Zasięg występowania
Rodzaj obejmuje gatunki występujące endemicznie w Nowej Zelandii (Cieśnina Cooka, Wyspa Północna i Wyspa Południowa).

## Systematyka
Rodzaj zdefiniował w 1901 roku amerykański ichtiolog i herpetolog Samuel Garman w artykule poświęconym gadom i płazom Australazji, opublikowanym w czasopiśmie Bulletin of the Museum of Comparative Zoology at Harvard College. Gatunkiem typowym jest (oznaczenie monotypowe) Woodworthia maculata.

### Etymologia
Woodworthia (rodzaj żeński): William McMichael Woodworth (1864–1912), asystent w Muzeum Zoologii Porównawczej w Cambridge oraz osobisty asystent L. Agassiza w prowadzeniu muzeum i jego podróżach oraz kontrowersyjna postać w Bostonie tamtej ery.

### Podział systematyczny
Do rodzaju należą następujące gatunki: 
- Woodworthia brunnea (Cope, 1869)
- Woodworthia chrysosiretica (Robb, 1980)
- Woodworthia korowai Van Winkel, Wells, Harker & Hitchmough, 2023
- Woodworthia maculata (Gray, 1845)